# Spottsten

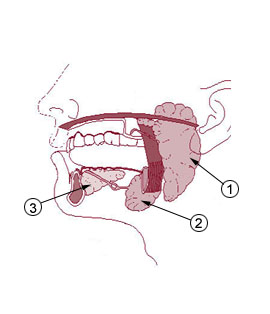
1.glandula parotis, 2.glandula submandibularis & 3.glandula sublingualis

Spottsten eller spottkörtelsten är stenar (konkrement) i spottkörtlarna. Spottstenar skapas vanligen av kalciumsalter och salivinnehåll,  men vid gikt utgörs de av urinsyra. Stenarna gör det omöjligt eller svårt för saliv att passera, och leder till smärta och svullnad. Spottstenar är vanligt hos personer med muntorrhet. Spottstenar kan leda till spottkörtelinflammation.
Av spottkörtlarna drabbas oftast Glandula submandibularis.